# Malahide
53°27′3″N 6°9′16″V / 53.45083°N 6.15444°V
Malahide (Irsk: Mullach Íde) er en irsk by i County Fingal i provinsen Leinster, i den centrale del af Republikken Irland med en befolkning (inkl. opland) på 14.937 indb i 2006 (13.826 i 2002)
Blandt attraktionerne er Malahide Castle.